# Chavaniac-Lafayette
Chavaniac-Lafayette is een gemeente in het Franse departement Haute-Loire in de regio Auvergne-Rhône-Alpes en telt 275 inwoners (2017). De plaats maakt deel uit van het arrondissement Brioude.

## Geografie
De oppervlakte van Chavaniac-Lafayette bedraagt 8,3 km², de bevolkingsdichtheid is 33 inwoners per km².
De onderstaande kaart toont de ligging van Chavaniac-Lafayette met de belangrijkste infrastructuur en aangrenzende gemeenten.

## Demografie
Onderstaande figuur toont het verloop van het inwonertal (bron: INSEE-tellingen).

## Bezienswaardigheid
- het kasteel van Chavaniac (14e eeuw)

## Geboren in Chavaniac-Lafayette
- Gilbert du Motier de La Fayette (Marquis de La Fayette) (1757-1834), aristocraat